# Sandjar Ahmadi
Sandjar Ahmadi (født 10. februar 1992 i Kabul, Afghanistan) er en afghansk fodboldspiller, der spiller for tyske TuS Dassendorf og det afghanske landshold.

## Tidligere liv
Ahmadi blev født i Kabul som ligger i Afghanistan, men flyttede senere til Hamburg i Tyskland med familien og boede der. Han startede med at spille fodbold som 7-årig.

## Klubkarriere
Ahmadi startede senior karrieren hos tyske SC Vier- und Marschlande. Her spillede han i to år, og spillede hele 56 kampe og scorede otte mål. Her efter skiftede den unge afghaner videre til en anden tysk klub, nemlig TuS Dassendorf. Han spillede for klubben i ca. 2 måneder, og det er uvist, hvor mange kampe han spillede for klubben.
I september 2013 skiftede Ahmadi til Mumbai FC som ligger i Indien. Han spillede for klubben i tre måneder og scorede to mål i ni kampe. Begge hans mål for Mumbai FC faldt i 3-1 sejren over Sri Lanka.
Herefter skiftede han tilbage til sin tidligere klub TuS Dassendorf, hvor han blev tildelt rygnummer 7.

## Landshold
Med sine blot 21 år, blev Ahmadi en af de bedste spillere i Afghanistans historie. Han scorede flere vigtige mål, og bl.a. bragte han sit land til finalen i 2013 SAFF championship, da han scorede det mål som var nøglen til sejren imod Nepal. I finalen scorede han igen det vindende mål, denne gang mod Indien, og sikrede dermed, at hans land havde vundet den første FIFA turnering nogensinde. Dermed fik landet en check på $50,000 US Dollars, og landsholdets anfører, Zohib Islam Amiri, udtalte således i sammenhæng med Ahmadis præstationer: "Han er en fantastisk spiller, og vi kunne ikke have vundet uden ham."